# 가네다촌 (지바현)
가네다촌(金田村)은 지바현 기미쓰군에 일찍이 존재했던 촌이다. 현재의 기사라즈시 서부에 해당한다.

## 역사
- 1889년 4월 1일 - 정촌제 시행에 수반해 모다군 가네다촌이 성립하였다.
- 1897년 4월 1일 - 모다군이 폐지되어 기미쓰군이 되었다.
- 1955년 2월 11일 - 기사라즈시에 편입해, 가네다촌은 폐지되었다.